# Гаррієт Джейкобс
Гаррієт Джейкобс (1813, Ідентон, Північна Кароліна — 7 березня 1897, Вашингтон, округ Колумбія) — американська письменниця, активістка боротьби за скасування рабства.

## Біографія
Гаррієт Джейкобс — колишня рабиня афроамериканського походження. Народжена в Ідентоні, Північна Кароліна. Втекла від свого господаря, який знущався над нею, і сім років ховалася в темній ніші на горищі будинку своєї бабусі, звільненої рабині. Здобувши свободу в Нью-Йорку, Джейкобс приєдналася до аболіціоністських мереж і долучилася до їхніх кампаній. Працюючи вдень нянею для дітей Натаніеля Паркера Вілліса, вночі писала автобіографію «Інциденти з життя рабині, описані нею», яку опублікувала за життя та примірники якої продавала власноруч, щоб оприлюднити факти про рабство і добитися його скасування.
Похована на кладовищі Маунт Оберн у Кембриджі, штат Массачусетс.

## Пам'ять
Гаррієт Джейкобс була відзначена на симпозіумі «Спадщина сестринства», організованому Університетом Пейс 6-7 жовтня 2006 року в Нью-Йорку. Її книга була опублікована різними мовами з коментарем американської історикині Джин Фейган Єллін.